# Β-ネオエンドルフィン
β-ネオエンドルフィン(beta-Neoendorphin)は、内生のオピオイドペプチドである。9個のアミノ酸からなるノナペプチドで、アミノ酸配列は、Tyr-Gly-Gly-Phe-Leu-Arg-Lys-Tyr-Proである。